# Gouda–Hága-vasútvonal
Az Gouda–Hága-vasútvonal egy 25 km hosszú, 1,5 kV egyenárammal villamosított, normál nyomtávolságú, kétvágányú vasútvonal Hollandiában Gouda és Hága között.